# 토함산
토함산(吐含山)은 대한민국 경상북도 경주시 하동, 진현동, 덕동, 황용동, 문무대왕면에 걸쳐있는 산이다. 신라시대에는 5악 가운데 동악(東嶽)이라 하여 호국의 진산으로 신성시하였으며 중사(中祀)를 거행하기도 했던 산이다.

## 위치
산의 서쪽에는 불국사선상지(佛國寺扇狀地)가 전개되어 있다. 북서쪽에는 추령(楸嶺), 남쪽으로는 동산령(東山嶺)이 있고, 경주에서 감포(甘浦)에 이르는 도로는 추령을 통과하며, 특히 산세가 웅장하고 경치가 수려하다.
태백산맥의 한 줄기인 해안산맥(海岸山脈) 중의 한 산인데, 해안산맥은 중앙산맥(中央山脈)의 동쪽에 있어 해안을 따라 연속되는 구릉성 산맥으로 울산만에 이른다. 해안산맥 중에서 토함산을 최고점으로 하며, 경상북도 동해안을 따라 남북으로 달리는 산맥을 토함산맥이라고도 부른다.

## 유래
《삼국사기》나 《삼국유사》에서 탈해는 한편 토해라고도 하여 토해와 토함은 유사음으로 토함산이 되었을 것이라는 설이 그 하나이다. 또 다른 견해는 토함산의 경관이 안개와 구름을 삼키고 동해의 습기와 바람이 워낙 변화가 심해 앞이 안 보일 정도로 사납게 굴다가도 안개와 바람이 걷히면 아름다운 소나무와 산 봉우리가 한 폭의 동양화 그림처럼 나타나게 되어 동해 바다의 잔잔한 수평선 위로 해가 가득 떠 오르고 붉은 태양이 토함산을 넘어 갈 때의 전경이 마치 토해낸다 할 정도로 그 변화가 심해 지명으로 삼았다는 설이다.

## 형성
지질은 백악기(白堊紀)의 불국사화강암으로 되어 있어 일찍부터 불국사ㆍ석굴암 등의 석조조형물의 원료를 제공하였다. 본래 이 지역의 기반암은 대구층이라 알려져 있는 중생대 백악기의 퇴적암류이다. 여기에 화강암류가 관입하였으며, 마지막으로 제3기에 화산암 및 퇴적암류가 부정합적으로 이를 피복하였다. 경상분지의 백악기 심성활동을 대표하는 불국사 화강암류는 전형적으로 칼크-알칼리 계열과 자철석 계열의 화강암으로 나타난다. 토함산을 비롯한 불국사 경내지 삼림은 주로 소나무림이 폭넓게 분포하고 있으며, 사찰 경내지는 100년 내외의 소나무가 외곽부의 경우 약간 수령이 어린 자연상태의 소나무림을 유지하고 있는 것으로 보고되었다.

## 사진

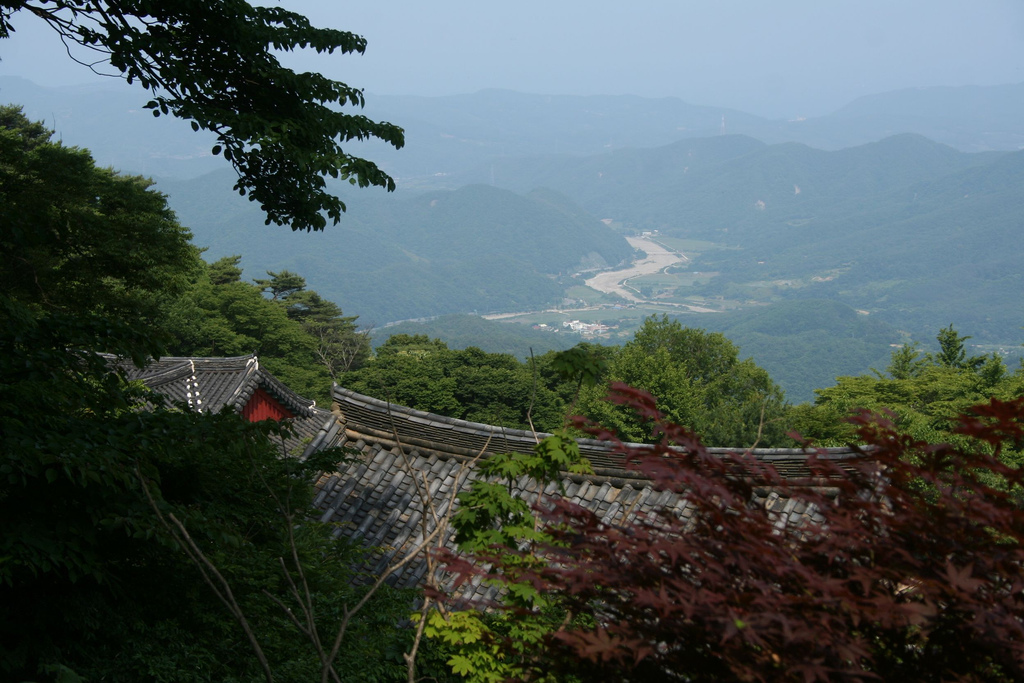
토함산에 바라본 석굴암
토함산 정상에 기념비와 안내판
토함산 안내도

## 같이 보기
- 한국의 산
- 불국사
- 석굴암
- 기림사
- 표충사